# مسعود سخاوت‌دوست
مسعود سخاوت‌دوست (زادهٔ ۵ آذر ۱۳۶۳ در قزوین) نویسنده، آهنگساز و موسیقی‌دان اهل ایران است. او سه بار برنده سیمرغ بلورین بهترین موسیقی جشنواره بین‌المللی فیلم فجر شده است. همچنین هفت بار نامزد دریافت سیمرغ بلورین از جشنوارهٔ فیلم فجر شده‌است.

## زندگی
مسعود سخاوت‌دوست ۵ آذر سال ۱۳۶۳ در قزوین متولد شد. در سن ۱۰ سالگی با تشویق و حمایت پدر ساز سنتور را نزد محمدعلی درافشان آغاز کرد و در ۱۵ سالگی به آهنگسازی علاقه‌مند شد. بعد از آشنایی با ساز پیانو به صورت تخصصی‌تر به این رشته پرداخت و در نهایت بعد از اخذ مهندسی عمران، در مقطع کارشناسی ارشد رشتهٔ آهنگسازی را در دانشگاه دنبال کرد. سخاوت‌دوست فارغ‌التحصیل مقطع کارشناسی ارشد دانشگاه هنر سوره است. او تحصیلات خود را با تغییر رشته در مقطع دکتری و در رشتهٔ فلسفه در دانشگاه بین‌الملل قزوین ادامه داد.
سازهای تخصصی وی سنتور، پیانو و ویلنسل است. در سال ۱۳۸۵ با نخستین کار موسیقایی او در حوزهٔ تئاتر موفق به اخذ جایزهٔ نخست جشنوارهٔ سراسری تئاتر ماه شد و پس از اخذ جوایز متعدد استانی و سراسری، سرانجام در سال ۱۳۹۰ برنده جایزه اول آهنگسازی بخش بین‌الملل در سی‌امین جشنواره بین‌المللی تئاتر فجر گردید.
وی در سال ۱۳۹۰ برنده جایزه اول آهنگسازی بخش بین‌الملل در سی‌امین جشنواره بین‌المللی تئاتر فجر برای تئاتر دو لیتر در دو لیتر صلح به کارگردانی حمید آذرنگ شد. پس از آن با فیلم بدرود بغداد برگزیدهٔ بهترین موسیقی فیلم از طرف کانون منتقدان وبسایت پرده سینمای ایران قرار گرفت. او پس از فیلم بدرود بغداد با فیلم شیار ۱۴۳ در سال ۱۳۹۲، فیلم نفس در سال ۱۳۹۴، شبی که ماه کامل شد در سال ۱۳۹۷ و شنای پروانه در سال ۱۳۹۸ نامزد دریافت سیمرغ بلورین بهترین موسیقی متن جشنوارهٔ فیلم فجر شد. نهایتا وی در سال 1400 و 1401 در چهلمین و چهل ویکمین  جشنواره بین المللی فیلم فجر موفق به دریافت سیمرغ بلورین بهترین موسیقی متن فیلم برای فیلم های موقعیت مهدی و عطرآلود و شماره 10 شده است.
وی رکورد دار کاندیداتوری کانون منتقدان سینما ایران برای کاندید بهترین موسیقی فیلم برای سه فیلم همزمان (عطرآلود-موقعیت مهدی و تمساح خونی ) است.
وی همسر الهام اسدی کارگردان و محقق ایرانی است.

## آثار

### سینمایی
| سال  | فیلم                               | کارگردان                                                  | توضیحات                                                              |
| ---- | ---------------------------------- | --------------------------------------------------------- | -------------------------------------------------------------------- |
| ۱۴۰۳ | چشم بادومی                         | ابراهیم امینی                                             |                                                                      |
| ۱۴۰۳ | خدای جنگ                           | حسین دارابی                                               |                                                                      |
| ۱۴۰۳ | ۱۹۶۸                               | امیر مهدی پوروزیری                                        |                                                                      |
| ۱۴۰۳ | صیاد                               | جواد افشار                                                |                                                                      |
| ۱۴۰۳ | ماه پنهان                          | محمدرضا یکانی                                             |                                                                      |
| ۱۴۰۳ | در آغوش درخت                       | بابک خواجه پاشا                                           | نماینده ایران در آکادمی اسکار                                        |
| ۱۴۰۲ | تمساح خونی                         | جواد عزتی                                                 | کاندید بهترین موسیقی متن جشن منتقدان سینمای ایران                    |
| ۱۴۰۲ | میرو                               | حسین ریگی                                                 |                                                                      |
| ۱۴۰۲ | قیف                                | محسن امیریوسفی                                            | تهیه کننده : سعید ملکان                                              |
| ۱۴۰۲ | آپارات‌چی                           | علی طاهرفر                                                |                                                                      |
| ۱۴۰۲ | آغوش باز                           | بهروز شعیبی                                               |                                                                      |
| ۱۴۰۲ | احمد                               | امیر عباس ربیعی                                           |                                                                      |
| ۱۴۰۲ | شور عاشقی                          | داریوش یاری                                               | کاندید سیمرغ بهترین موسیقی متن                                       |
| ۱۴۰۲ | آسمان غرب                          | محمد عسگری                                                | کاندید دریافت بهترین موسیقی متن تندیس حافظ                           |
| ۱۴۰۲ | دو روز دیرتر                       | اصغر نعیمی                                                |                                                                      |
| ۱۴۰۲ | این جمعیت قابل کنترل               | محمد متین اوجانی                                          |                                                                      |
| ۱۴۰۱ | لارو                               | لیلا فرداد                                                |                                                                      |
| ۱۴۰۱ | تایلندی                            | حسام حسینی                                                |                                                                      |
| ۱۴۰۱ | حدود ۸ صبح                         | منوچهر هادی                                               |                                                                      |
| ۱۴۰۱ | عطرآلود                            | هادی مقدم‌دوست                                             | برنده سیمرغ بهترین موسیقی متن                                        |
| ۱۴۰۱ | کت‌چرمی                             | حسین میرزامحمدی                                           |                                                                      |
| ۱۴۰۱ | شماره ۱۰                           | حمید زرگرنژاد                                             | کاندید سیمرغ بهترین موسیقی متن                                       |
| ۱۴۰۱ | بعد از رفتن                        | رضا نجاتی                                                 |                                                                      |
| ۱۴۰۰ | بدون قرار قبلی                     | بهروز شعیبی                                               |                                                                      |
| ۱۴۰۰ | موقعیت مهدی                        | هادی حجازی فر                                             | برنده سیمرغ بلورین بهترین موسیقی متن از چهلمین دوره جشنواره فیلم فجر |
| ۱۴۰۰ | برف آخر                            | امیرحسین عسگری                                            |                                                                      |
| ۱۴۰۰ | ضد                                 | امیر عباس ربیعی                                           | نامزد دریافت بهترین موسیقی متن                                       |
| ۱۴۰۰ | چهره به چهره                       | بابک بهرام بیگی                                           |                                                                      |
| ۱۴۰۰ | میجر                               | احسان عبدی پور                                            |                                                                      |
| ۱۴۰۰ | مزون کار (Sales woman)             | سجاد قره گوزلو                                            | دیپلم افتخار بهترین فیلم از جشنواره بین‌المللی «Better World» آلمان   |
| ۱۴۰۰ | گورکن                              | داوود مرادیان و امیر ابیل                                 |                                                                      |
| ۱۳۹۹ | ابلق                               | نرگس آبیار                                                |                                                                      |
| ۱۳۹۹ | ایمو                               | هاشم مرادی                                                |                                                                      |
| ۱۳۹۹ | بچه گرگ‌های دره سیب                 | فریدون نجفی                                               | کاندید بهترین دستاورد هنری (موسیقی)                                  |
| ۱۳۹۹ | لیپار                              | حسین ریگی                                                 | دریافت دیپلم افتخار و پروانه زرین بهترین موسیقی                      |
| ۱۳۹۹ | تکنوازی روی یخ‌های شناور            | روح‌الله صدیقی                                             |                                                                      |
| ۱۳۹۹ | هفته‌ای یک بار آدم باش              | شهرام شاه حسینی                                           |                                                                      |
| ۱۳۹۹ | سایه زندگی                         | حمید خیرالدین                                             |                                                                      |
| ۱۳۹۸ | شنای پروانه                        | محمد کارت                                                 | تهیه‌کننده رسول صدر آملی، کاندید سیمرغ بهترین موسقی متن               |
| ۱۳۹۸ | شب لرزه                            | محمد رحمان                                                |                                                                      |
| ۱۳۹۷ | شبی که ماه کامل شد                 | نرگس آبیار                                                | کاندید سیمرغ بهترین موسیقی فیلم                                      |
| ۱۳۹۷ | سامورایی در برلین                  | مهدی نادری                                                | تهیه‌کننده ابوالفضل صفاری                                             |
| ۱۳۹۷ | پالتو شتری                         | مهدی علی میرزایی                                          |                                                                      |
| ۱۳۹۷ | حمال طلا                           | تورج اصلانی                                               |                                                                      |
| ۱۳۹۶ | مصادره                             | مهران احمدی                                               | تهیه‌کننده محمد حسین قاسمی                                            |
| ۱۳۹۶ | دایان                              | بهروز نورانی پور                                          |                                                                      |
| ۱۳۹۶ | پریسا                              | محمدرضا رحمانی                                            | تهیه‌کننده سعید سعدی                                                  |
| ۱۳۹۶ | ceci est mon sang (این خون من است) | هما معینی                                                 | مشترک با Nicolas Boucher                                             |
| ۱۳۹۶ | یک کیلو و بیست و یک گرم            | ابراهیم طوفان                                             |                                                                      |
| ۱۳۹۶ | جاده                               | مجید اسماعیلی                                             |                                                                      |
| ۱۳۹۶ | افسونگر                            | حسین تبریزی                                               | تهیه‌کننده مسعود اطیابی                                               |
| ۱۳۹۵ | نفس                                | نرگس آبیار                                                | کاندید دریافت سیمرغ بهترین موسیقی متن                                |
| ۱۳۹۵ | عشقولانس                           | محسن ماهینی                                               | تهیه‌کننده عبدالله باکیده                                             |
| ۱۳۹۵ | گمیچی                              | مجید اسماعیلی                                             | کاندید بهترین موسیقی فیلم جشنواره بین‌المللی فیلم یاس                 |
| ۱۳۹۵ | راه رفتن روی سیم                   | احمدرضا معتمدی                                            | تهیه‌کننده سعید سعدی                                                  |
| ۱۳۹۵ | زرد                                | مصطفی تقی‌زاده                                             | تهیه‌کننده کامران مجیدی                                               |
| ۱۳۹۵ | کاکا                               | علی سرآهنگ                                                | تهیه‌کننده امیر سماواتی                                               |
| ۱۳۹۴ | شیار ۱۴۳                           | نرگس آبیار                                                | کاندید سیمرغ بهترین موسیقی فیلم جشنواره بین‌المللی فجر                |
| ۱۳۹۴ | حورا                               | غلامرضا ساغرچیان                                          |                                                                      |
| ۱۳۹۴ | هیهات                              | هادی نائیجی، دانش اقباشاوی، روح‌الله حجازی و هادی مقدم‌دوست | تهیه‌کننده محمدرضا شفیعی                                              |
| ۱۳۹۳ | طعم شیرین خیال                     | کمال تبریزی                                               |                                                                      |
| ۱۳۹۳ | سایه‌های موازی                      | اصغر نعیمی                                                |                                                                      |
| ۱۳۹۳ | ماهی سیاه کوچولو                   | مجید اسماعیلی                                             |                                                                      |
| ۱۳۹۲ | پاپ                                | احسان عبدی پور                                            |                                                                      |
| ۱۳۹۲ | با دیگران                          | ناصر ضمیری                                                |                                                                      |
| ۱۳۹۱ | برج آرام                           | مسعود اطیابی                                              |                                                                      |
| ۱۳۹۱ | رقص روی یخ                         | مجید اسماعیلی                                             | کاندید بهترین موسیقی فیلم در سومین جشنواره جام جم                    |
| ۱۳۹۱ | زمانی برای ایستادن (فیلم ویدئویی)  | علی سرآهنگ                                                |                                                                      |
| ۱۳۹۰ | خشت بهشت                           | مجید اسماعیلی                                             |                                                                      |
| ۱۳۹۰ | ستاره                              | روح‌الله حجازی                                             |                                                                      |
| ۱۳۹۰ | نخل گریان                          | پناه بر خدا رضایی                                         |                                                                      |
| ۱۳۹۰ | سه و نیم                           | نقی نعمتی                                                 |                                                                      |
| ۱۳۹۰ | خداجیرجیرک‌ها را دوست دارد          | مجید اسماعیلی                                             |                                                                      |
| ۱۳۹۰ | پگاه و پیکر                        | کاوه سجادی حسینی                                          |                                                                      |
| ۱۳۸۹ | گلوگاه                             | محمدابراهیم معیری                                         |                                                                      |
| ۱۳۸۹ | کمی دورتر                          | مجید اسماعیلی                                             |                                                                      |
| ۱۳۸۹ | سایه                               | روح‌الله حجازی                                             |                                                                      |
| ۱۳۸۹ | سپیده                              | روح‌الله حجازی                                             |                                                                      |
| ۱۳۸۸ | بدرود بغداد                        | مهدی نادری                                                |                                                                      |

### تلویزیونی
| سال       | عنوان               | کارگردان           | توضیحات                     |
| --------- | ------------------- | ------------------ | --------------------------- |
| ۱۳۹۶      | نوار زرد            | پوریا آذربایجانی   | شبکه ۲                      |
| ۱۳۹۶      | دلدادگان            | منوچهر هادی        | شبکه ۳                      |
| ۱۳۹۶      | آرماندو             | احسان عبدی پور     | شبکه ۱                      |
| ۱۳۹۶      | مینو                | امیرمهدی پوروزیری  | شبکه ۱                      |
| ۱۳۹۶      | تنها در تهران       | نوید میهندوست      | شبکه ۳                      |
| ۱۳۹۶      | حوالی پاییز         | حسین نمازی         | شبکه ۳                      |
| ۱۳۹۶      | محکومین             | سید جمال سید حاتمی | شبکه ۱                      |
| ۱۳۹۷      | بچه‌مهندس ۲          | علی غفاری          | شبکه ۲ به همراه میثم مروستی |
| ۱۳۹۸      | خانواده دکتر ماهان  | علی محمد قاسمی     | شبکه ۱                      |
| ۱۳۹۸      | آچمز                | مهرداد خوشبخت      | شبکه ۳                      |
| ۱۳۹۸      | محکومین ۲           | سیدجمال سید حاتمی  | شبکه ۱                      |
| ۱۳۹۸      | سرباز               | هادی مقدم دوست     | شبکه ۳                      |
| ۱۳۹۹      | شرم                 | احمد کاوری         | شبکه ۳                      |
| ۱۳۹۹      | جلال ۲ مجموعه دوم   | حسن نجفی           | شبکه ۱                      |
| ۱۳۹۹      | نجلا                | خیرالله تقیانی     | شبکه ۳                      |
| ۱۳۹۹      | بچه مهندس فصل چهارم | علی غفاری          | شبکه ۲                      |
| ۱۴۰۰      | هم‌سایه              | محمد حسین غضنفری   | شبکه ۳                      |
| ۱۴۰۰      | کلبه‌ای در مه        | حسن لفافیان        | شبکه ۳                      |
| ۱۴۰۰      | شرق بهشت            | محمد حسین غضنفری   | شبکه ۳                      |
| ۱۴۰۱      | نجلا ۲              | خیرالله تقیانی     | شبکه ۳                      |
| ۱۴۰۱      | گیلدخت              | مجید اسماعیلی      | شبکه ۱                      |
| ۱۴۰۲      | بازپرس              | احمد معظمی         | شبکه ۱                      |
| ۱۴۰۲      | سوران               | سروش محمدزاده      | شبکه ۱                      |
| ۱۴۰۲      | عشق کوفی            | حسن آخوندپور       | شبکه ۳                      |
| ۱۴۰۳–۱۴۰۲ | دربندون             | حسن لفافیان        | شبکه ۳                      |
| ۱۴۰۳–۱۴۰۲ | غریبه               | سروش محمدزاده      | شبکه ۳                      |
| ۱۴۰۳      | مهیار عیار          | سید جمال سیدحاتمی  | شبکه ۳                      |
| ۱۴۰۳      | سوجان               | حسین تبریزی        | شبکه ۱                      |
| ۱۴۰۴      | یزدان               | منوچهر هادی        | شبکه ۳                      |
| ۱۴۰۳–۱۴۰۲ | بوقچی               | حسن حبیب‌زاده       | شبکه ۳                      |
| ۱۴۰۴      | مهمان کشی           | احمد کاوری         | شبکه ۱                      |

### مستند

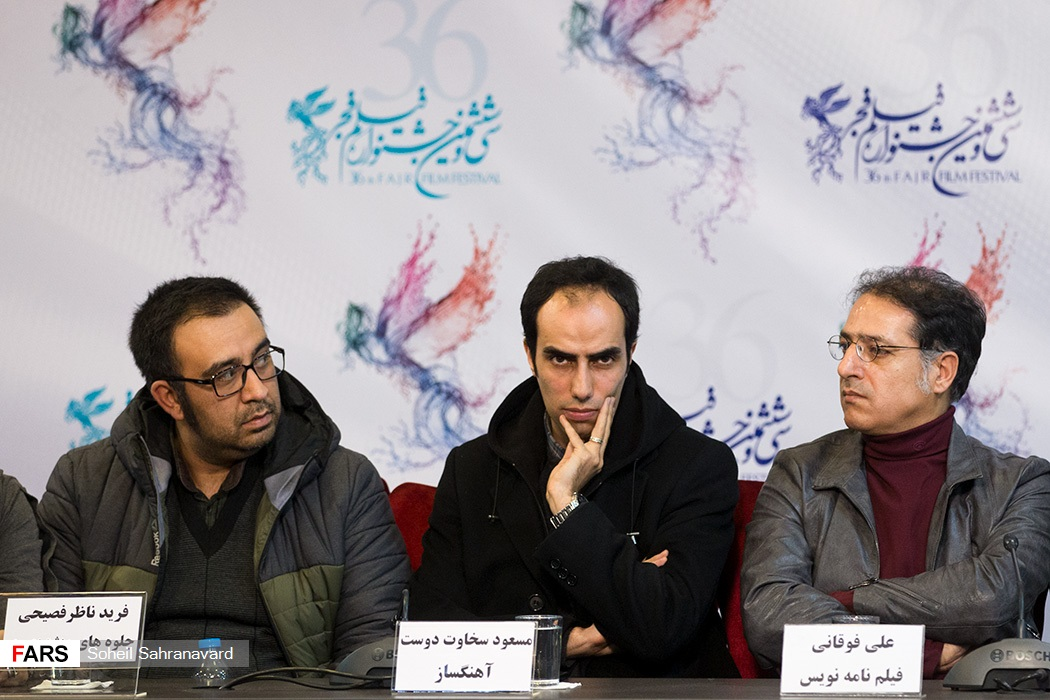
مسعود سخاوت دوست (وسط) در نشست خبری فیلم سینمایی مصادره در جشنوارهٔ فیلم فجر، ۱۳۹۶

| سال  | عنوان                  | کارگردان                       | توضیحات                                                 |
| ---- | ---------------------- | ------------------------------ | ------------------------------------------------------- |
| ۱۴۰۳ | فرشته ها نمی میرند     | مرتضی شعبانی محمدرضا ابوالحسنی |                                                         |
| ۱۴۰۲ | پورزال                 | ماریا ماواتی                   | دریافت بهترین موسیقی فیلم سینما حقیقت                   |
| ۱۴۰۰ | گره                    | ابوذر حیدری                    |                                                         |
| ۱۳۹۹ | هزار و یک شب دوری      | سروناز علم بیگی                | دریافت جایزه بهترین تولید از جشنواره داک فست مونیخ ۲۰۲۲ |
| ۱۳۹۸ | فرزندان شب             | بهروز نورانی پور               | نامزد دریافت بهترین موسیقی فیلم                         |
| ۱۳۹۸ | شیب تند                | لقمان خالدی                    |                                                         |
| ۱۳۹۷ | همایون                 | پیروز کلانتری                  |                                                         |
| ۱۳۹۶ | نشان                   | الهام اسدی                     |                                                         |
| ۱۳۹۵ | مولوسیا                | حمید نجفی راد                  |                                                         |
| ۱۳۹۴ | قنات بلده              | فرهاد ثریا                     |                                                         |
| ۱۳۹۴ | راننده و روباه         | آرش لاهوتی                     |                                                         |
| ۱۳۹۴ | نغمه‌های محمدی          | سیاوش ابراهیم‌زاده              |                                                         |
| ۱۳۹۳ | خانه روشنان            | حسن لطفی                       |                                                         |
| ۱۳۹۲ | پیرها اگر نباشند       | پیروز کلانتری                  |                                                         |
| ۱۳۹۳ | میراث من آواز          | فاطمه موسوی                    |                                                         |
| ۱۳۹۲ | پسرک چشم آبی           | حسن لطفی                       |                                                         |
| ۱۳۹۱ | صورت خوانی             | هادی آفریده                    |                                                         |
| ۱۳۹۰ | بودن یا نبودن          | محمد حسن لطفی                  |                                                         |
| ۱۳۹۰ | سایه‌های روشن           | محمدرضا جهان پناه              |                                                         |
| ۱۳۸۶ | ترانه اندوهگین کوهستان | حامد خسروی                     |                                                         |

### تئاتر
| سال  | تئاتر                                 | کارگردان        | توضیحات                                              |
| ---- | ------------------------------------- | --------------- | ---------------------------------------------------- |
| ۱۴۰۰ | قفس                                   | محمد حاتمی      |                                                      |
| ۱۳۹۲ | طلسم صبح گل                           | قطب‌الدین صادقی  |                                                      |
| ۱۳۹۱ | مکبث                                  | قطب‌الدین صادقی  |                                                      |
| ۱۳۹۱ | دو لیتر در دو لیتر صلح                | حمیدرضا آذرنگ   | برنده جایزه اول آهنگسازی جشنواره بین‌المللی تئاتر فجر |
| ۱۳۹۱ | کشتی ۱۲۶                              | شهرام نوشیر     |                                                      |
| ۱۳۹۱ | اگه نرفته بودی                        | قطب الدین صادقی |                                                      |
| ۱۳۹۱ | ابرهای باران زا                       | سروش طاهری      |                                                      |
| ۱۳۹۱ | خاطره ای نداشتم حتی اگر هزار سالم بود | قطب‌الدین صادقی  |                                                      |
| ۱۳۹۱ | دومتر در دومتر جنگ                    | مسعود خواجه وند | برنده جایزه آهنگسازی                                 |
| ۱۳۹۰ | پیکره‌های بازیافته                     | قطب‌الدین صادقی  |                                                      |

### شبکه نمایش خانگی
| سال  | عنوان              | کارگردان           | تهیه‌کننده                     | منبع            |
| ---- | ------------------ | ------------------ | ----------------------------- | --------------- |
| ۱۳۹۷ | مانکن              | حسین سهیلی زاده    | ایرج محمدی                    | [ ۱۸۶ ]         |
| ۱۳۹۹ | سیاوش              | سروش محمدزاده      | مهدی یاری                     | [ ۱۸۷ ]         |
| ۱۳۹۹ | ملکه گدایان        | حسین سهیلی زاده    | علی طلوعی و رحمان سیفی آزاد   | [ ۱۸۸ ] [ ۱۸۹ ] |
| ۱۳۹۹ | می‌خواهم زنده بمانم | شهرام شاه حسینی    | مرتضی شایسته                  |                 |
| ۱۴۰۰ | جزیره              | سیروس مقدم         | منوچهر محمدی و امیرحسین حیدری | [ ۱۹۰ ] [ ۱۹۱ ] |
| ۱۴۰۰ | میدان سرخ          | ابراهیم ابراهیمیان | جوادنوروز بیگی                | [ ۱۹۲ ]         |
| ۱۴۰۱ | مترجم              | بهرام توکلی        | سعید ملکان                    | [ ۱۹۳ ] [ ۱۹۴ ] |
| ۱۴۰۲ | نیوکمپ             | منوچهر هادی        | زینب تقوایی                   | [ ۱۹۵ ] [ ۱۹۶ ] |
| ۱۴۰۲ | قهوه ترک           | علیرضا امینی       | محمد شایسته                   | [ ۱۹۷ ]         |
| ۱۴۰۲ | حیثیت گمشده        | سجاد پهلوان‌زاده    | فیلیمو                        | [ ۱۹۸ ] [ ۱۹۹ ] |
| ۱۴۰۲ | مرداب              | برزو نیک نژاد      | فیلم نت                       | [ ۲۰۰ ] [ ۲۰۱ ] |
| ۱۴۰۳ | داریوش             | هادی حجازی فر      | فیلم نت                       | [ ۲۰۲ ] [ ۲۰۳ ] |
| ۱۴۰۳ | غربت               | امیرپورکیان        | نماوا                         | [ ۲۰۴ ] [ ۲۰۵ ] |
| ۱۴۰۴ | شغال               | بهرنگ توفیقی       | فیلیمو                        | [ ۲۰۶ ] [ ۲۰۷ ] |

## آهنگسازی برای خواننده‌ها
| نام خواننده     | نام ترانه       | ترانه‌سرا          | آهنگساز          | تنظیم            | توضیحات               | منبع            |
| --------------- | --------------- | ----------------- | ---------------- | ---------------- | --------------------- | --------------- |
| محمد اصفهانی    | هوامو نداشتی    | مهران حسینی       | مسعود سخاوت دوست | مسعود سخاوت دوست | تیتراژ سریال دلدادگان | [ ۲۰۸ ]         |
| سالار عقیلی     | محکومین         | عبدالجبار کاکایی  | مسعود سخاوت دوست | مسعود سخاوت دوست | تیتراژ سریال محکومین  | [ ۲۰۹ ]         |
| محمد معتمدی     | دستم را بگیر    | سید تقی سیدی      | مسعود سخاوت دوست | مسعود سخاوت دوست | تیتراژ سریال سرباز    | [ ۲۱۰ ]         |
| پرواز همای      | تنها مرا رها کن | مولانا            | مسعود سخاوت دوست | مسعود سخاوت دوست | تیتراژ سریال نوار زرد | [ ۲۱۱ ] [ ۲۱۲ ] |
| حسام الدین سراج | هیهات           | عبد الجبار کاکایی | مسعود سخاوت دوست | مسعود سخاوت دوست | تیتراژ سینمایی هیهات  | [ ۲۱۳ ]         |
| پرواز همای      | سوگ سیاوش       | مهران حسینی       | مسعود سخاوت دوست | مسعود سخاوت دوست | تیتراژ سینمایی سیاوش  | [ ۲۱۴ ]         |
| محمد معتمدی     | گیلدخت          | سید تقی سیدی      | مسعود سخاوت دوست | مسعود سخاوت دوست | تیتراژ سریال گیلدخت   | [ ۲۱۵ ] [ ۲۱۶ ] |

### آلبوم موسیقی
| نام آلبوم | آهنگساز          | نقش     | توضیحات                                |
| --------- | ---------------- | ------- | -------------------------------------- |
| جنون نو   | مسعود سخاوت دوست | آهنگساز | منتخب موسیقی فیلم- ناشر: نشر جوان ۱۳۹۶ |
| نشان      | مسعود سخاوت دوست | آهنگساز | موسیقی متن مستند «نشان» ۱۳۹۷           |

### نوشته‌ها
| نام                         | نویسنده          | ناشر     | توضیحات                   |
| --------------------------- | ---------------- | -------- | ------------------------- |
| لیلی در آتونال              | مسعود سخاوت دوست | روشن مهر | ژانر داستانی، رمان، فلسفی |
| کیمیای هرمسی و اسیلا روحانی | مسعود سخاوت دوست | مولی     | فلسفی عرفانی              |

## جوایز و افتخارات
| مراسم                                                     | سال  | اثر                        | جایزه                                                           | نتیجه    | منبع            |
| --------------------------------------------------------- | ---- | -------------------------- | --------------------------------------------------------------- | -------- | --------------- |
| جشن حافظ                                                  | 1403 | آسمان غرب                  | تندیس بهترین موسیقی متن سینما                                   | پیروز    | [ ۲۲۱ ]         |
| جشنواره مقاومت                                            | ۱۴۰۴ | دستهای ناپیدا              | تندیس بهترین موسیقی متن سینما                                   | پیروز    | [ ۲۲۲ ]         |
| جشنواره فیلم فجر                                          | 1402 | شور عاشقی                  | سیمرغ بلورین بهترین موسیقی متن                                  | پیروز    | [ ۲۲۳ ]         |
| سینما حقیقت                                               | 1402 | پورزال                     | بهترین موسیقی فیلم                                              | پیروز    | [ ۲۲۴ ]         |
| جشن حافظ                                                  | 1402 | موقعیت مهدی                | تندیس بهترین موسیقی متن سینما                                   | پیروز    | [ ۲۲۵ ] [ ۲۲۶ ] |
| جشنواره فیلم فجر                                          | 1401 | عطرآلود                    | سیمرغ بلورین بهترین موسیقی متن                                  | پیروز    | [ ۲۲۷ ] [ ۲۲۸ ] |
| جشنواره فیلم فجر                                          | 1401 | شماره 10                   | سیمرغ بلورین بهترین موسیقی متن                                  | پیروز    | [ ۲۲۹ ]         |
| چهاردهمین دوره جشن بزرگ منتقدان و نویسندگان سینمایی ایران | 1401 | شنای پروانه                | بهترین موسیقی فیلم                                              | پیروز    | [ ۲۳۰ ] [ ۲۳۱ ] |
| جشنواره بین المللی فیلم مقاومت                            | 1401 | ضد و موقعیت مهدی           | بهترین موسیقی فیلم                                              | پیروز    |                 |
| جشنواره بین‌المللی فیلم‌های کودکان و نوجوانان               | ۱۴۰۰ | لیپار                      | بهترین موسیقی                                                   | پیروز    | [ ۲۳۴ ] [ ۲۳۵ ] |
| جشنواره فیلم فجر                                          | 1400 | موقعیت مهدی                | سیمرغ بلورین بهترین موسیقی متن                                  | پیروز    |                 |
| جشنواره فیلم فجر                                          | ۱۳۹۱ | شیار ۱۴۳                   | سیمرغ بلورین بهترین موسیقی متن                                  | نامزدشده | [ ۹۷ ]          |
| جشنواره فیلم فجر                                          | ۱۳۹۵ | نفس                        | سیمرغ بلورین بهترین موسیقی متن                                  | نامزدشده | [ ۸۹ ]          |
| جشنواره فیلم فجر                                          | ۱۳۹۷ | شبی که ماه کامل شد         | سیمرغ بلورین بهترین موسیقی متن                                  | نامزدشده | [ ۷۶ ]          |
| جشنواره فیلم فجر                                          | ۱۳۹۸ | شنای پروانه                | سیمرغ بلورین بهترین موسیقی متن                                  | نامزدشده | [ ۱۸ ]          |
| جشنواره بین‌المللی فیلم‌های کودکان و نوجوانان               | ۱۳۹۹ | بچه گرگ‌های دره سیب         | بهترین دستاورد فنی و هنری                                       | پیروز    | [ ۲۳۶ ]         |
| جشن حافظ                                                  | ۱۳۹۹ | شبی که ماه کامل شد         | بهترین موسیقی متن                                               | نامزدشده | [ ۲۳۷ ]         |
| جشن منتقدان و نویسندگان سینمای ایران                      | ۱۳۹۸ | شبی که ماه کامل شد         | دیپلم افتخار بهترین موسیقی متن                                  | پیروز    | [ ۲۳۸ ] [ ۲۳۹ ] |
| جشنواره فیلم فجر                                          | ۱۳۹۷ | شبی که ماه کامل شد         | بهترین موسیقی متن                                               | نامزدشده | [ ۲۴۰ ]         |
| جشنواره بین‌المللی "سینما حقیقت "                          | ۱۳۹۷ | فرزندان شب                 | بهترین موسیقی فیلم جشنواره بین‌المللی "سینما حقیقت "             | نامزدشده |                 |
| جشنواره بین‌المللی شب‌های تالین استونی                      | ۲۰۱۹ | فیلم شبی که ماه کامل شد    | جایزه ژوری بهترین موسیقی فیلم از جشنواره بین‌المللی شب‌های تالین  | پیروز    |                 |
| جشن منتقدین خانه سینما                                    | ۱۳۹۶ | نفس                        | بهترین موسیقی فیلم دهمین جشن منتقدین خانه سینما                 | نامزدشده |                 |
| جشنواره بین‌المللی کرالا هندوستان                          | ۲۰۱۳ | دو لیتر در دو لیتر صلح     | دریافت نشان طلای یادبود جشنواره بین‌المللی کرالا ۲۰۱۳ (هندوستان) | پیروز    |                 |
| جشنواره بین‌المللی فیلم یاس                                | ۱۳۹۴ | گمیچی                      | بهترین موسیقی فیلم در چهارمین جشنواره بین‌المللی فیلم یاس        | نامزدشده |                 |
| جشنواره جام جم                                            | ۱۳۹۲ | فیلم رقص روی یخ            | بهترین موسیقی فیلم در سومین جشنواره جام جم                      | نامزدشده |                 |
| جشنواره بین‌المللی تئاتر فجر                               | ۱۳۹۰ | دو لیتر در دو لیتر صلح     | برنده جایزه اول آهنگسازیدر سی امین جشنواره بین‌المللی تئاتر فجر  | پیروز    |                 |
| جشنواره تئاتر ماه                                         | ۱۳۸۸ | تئاتر دو متر در دو متر جنگ | برنده جایزه بهترین موسیقی متن تئاتر                             | پیروز    |                 |
| جشنواره تئاتر شاهد                                        | ۱۳۸۷ | نمایش دو متر در دومتر جنگ  | برنده جایزه آهنگسازی چهارمین جشنواره تئاتر شاهد ۱۳۸۷            | پیروز    |                 |
| جشنواره سراسری تئاتر ماه تهران                            | ۱۳۸۵ | آرش                        | برنده جایزه اول آهنگسازی در جشنواره سراسری تئاتر ماه تهران ۱۳۸۵ | پیروز    |                 |